# Donzell marí
El donzell marí o donzell bord (Artemisia caerulescens), és una espècie de planta amb flors del gènere Artemisia dins la família de les asteràcies. Addicionalment pot rebre els noms de donzell de la mar, donzell marítim i ontina de saladar.

## Distribució i hàbitat
Aquesta espècie és nativa de la riba nord de la Mediterrània, des d'Albània fins a Portugal, les illes Balears, Còrsega i el Marroc. Viu en matollars més o menys nitròfils en llocs secs i assolellats, des del nivell del mar als 300 m d'altitud.

## Morfologia
El donzell marí és una planta de port arbustiu, matoll multicaule (amb moltes tiges) blanc–tomentós o quasi sense pèls. Les tiges arriben fins als 60 cm d'alçada. És una planta aromàtica.
Les fulles són alternes, dividides les últimes de les quals són linears i les fulles inferiors estan dividides profundament dues vegades (bipinnatisectes); les fulles superiors estan profundament dividides una vegada (pinnatisectes) i poden ser trífides o enteres. Amb les fulles amb segments amplament linears (0,3-0,6 mm d'amplada).
Les flors són hermafrodites, actinomorfes, pentàmeres i reunides en inflorescències denses (capítols) estretes rodejades de diverses files de bràctees (involucre). Els capítols estan disposats en una inflorescència paniculada molt ramificada. L'involucre de 3’5–6 mm, amb bràctees el·líptiques, obtuses i amb marges escariosos. El calze està format per petites setes. La corol·la és pentàmera, amb 5 pètals soldats en tub cilíndric i amb cinc lòbuls. l'androceu és l'aparell reproductor masculí el qual presenta cinc estams inserits al tub de la corol·la, amb anteres soldades en tub (androceu singenèsic). L'Ovari és ínfer, vol dir que està soldat amb el tàlem, que té forma de copa, de manera que queda aparentment per dessota dels estams i el periant. L'ovari presenta una sola cavitat. El fruit és un aqueni de 1,7–3 mm, de forma piriforme, sense vil·là. Floreix d'octubre a juny.

## Taxonomia
Aquest tàxon va ser publicat per primer cop l'any 1753 a l'obra Species Plantarum de Carl von Linné.

### Subespècies
Es reconeixen 4 subespècies d'Artemisia caerulescens:
- Artemisia caerulescens subsp. caerulescens - Mediterrània nord des d'Albània fins a Portugal i Còrsega.[5]
- Artemisia caerulescens subsp. cretacea (Fiori) Brilli-Catt. & L.Gubellini - Península Itàlica.[6]
- Artemisia caerulescens subsp. gallica (Willd.) K.Perss.- Mediterrània nord des d'Albània fins a Portugal i les illes Balears i el Marroc.[7]
- Artemisia caerulescens subsp. gargantae Vallès-Xirau & Seoane-Camba - Espanya.[8]

### Sinònims
A continuació s'enumeren els noms científics que són sinònims d'Artemisia caerulescens i de les seves subespècies.
- Sinònims d'Artemisia caerulescens:[2]
  - Artemisia lavandulifolia Salisb.
  - Seriphidium caerulescens (L.) Soják
- Sinònims de la subespècie Artemisia caerulescens subsp. caerulescens:[5]
  - Artemisia caerulescens var. latifolia DC.
  - Artemisia dalmatica Rouy
  - Artemisia rubella Moench
  - Artemisia santonica Lam.
  - Artemisia sipontina Ten.
  - Artemisia suaveolens Lam.
  - Seriphidium caerulescens var. latifolium (DC.) Y.R.Ling
  - Seriphidium caerulescens var. spipontinum (Ten.) Y.R.Ling
- Sinònims de la subespècie Artemisia caerulescens subsp. cretacea:[6]
  - Artemisia caerulescens var. cretacea Fiori
  - Artemisia cretacea (Fiori) Pignatti
  - Seriphidium cretaceum (Fiori) K.Bremer & Humphries
- Sinònims de la subespècie Artemisia caerulescens subsp. gallica:[7]
  - Artemisia gallica Willd.
  - Artemisia maritima Pourr. ex Willk. & Lange
  - Seriphidium caerulescens subsp. gallicum (Willd.) Soják
  - Seriphidium caerulescens var. gallicum (Willd.) Y.R.Ling
- Sinònims de la subespècie Artemisia caerulescens subsp. gargantae:[8]
  - Artemisia gallica subsp. gargantae (Vallès-Xirau & Seoane-Camba) Rivas Mart. & Cantó
  - Artemisia gallica var. gargantae (Vallès-Xirau & Seoane-Camba) O.Bolòs & Vigo